# Then: The Earlier Years
Then: The Earlier Years é a terceira compilação da banda They Might Be Giants, lançada a 25 de março de 1997.
O álbum contém os discos Lincoln de 1988, They Might Be Giants de 1986 e Miscellaneous T de 1991. Contém ainda algumas faixas da demo tape de 1985 e faixas nunca editadas.

## Faixas
Todas as faixas por They Might Be Giants, exceto onde anotado.

### Disco 1
1. "Everything Right Is Wrong Again" – 2:20
2. "Put Your Hand Inside the Puppet Head" – 2:12
3. "Number Three" – 1:27
4. "Don't Let's Start" (Single Mix) – 2:35
5. "Hide Away Folk Family" – 3:21
6. "32 Footsteps" – 1:36
7. "Toddler Hiway" – :25
8. "Rabid Child" – 1:31
9. "Nothing's Gonna Change My Clothes" – 1:58
10. "(She Was A) Hotel Detective" – 2:10
11. "She's an Angel" – 2:37
12. "Youth Culture Killed My Dog" – 2:51
13. "Boat of Car" – 1:15
14. "Absolutely Bill's Mood" – 2:38
15. "Chess Piece Face" – 1:21
16. "I Hope That I Get Old Before I Die" – 1:58
17. "Alienation's for the Rich" – 2:25
18. "The Day" – 1:27
19. "Rhythm Section Want Ad" – 2:22
20. "We're the Replacements" – 1:50
21. "When It Rains It Snows" – 1:33
22. "The Famous Polka" – 1:33
23. "For Science" – 1:19
24. "The Biggest One" – 1:22
25. "Kiss Me, Son of God" (Versão Alternativa) – 1:49
26. "Mr. Klaw" – 1:19
27. "Critic Intro" – 1:37
28. "Now That I Have Everything" – 2:20
29. "Mainstream U.S.A." – 1:15
30. "Fake Out in Buenos Aires" – 1:48
31. "Greek #3" – 1:29
32. "I Hope That I Get Old Before I Die" (Versão Original) – 1:12
33. "I'm Def" – 1:08
34. "Don't Let's Start" (Versão Demo) – 1:14
35. "'85 Radio Special Thank You" – 1:25

### Disco 2
1. "Ana Ng" – 3:23
2. "Cowtown" – 2:21
3. "Lie Still, Little Bottle" – 2:06
4. "Purple Toupee" – 2:40
5. "Cage & Aquarium" – 1:10
6. "Where Your Eyes Don't Go" – 3:06
7. "Piece of Dirt" – 2:00
8. "Mr. Me" – 1:52
9. "Pencil Rain" – 2:42
10. "The World's Address" – 2:24
11. "I've Got a Match" – 2:36
12. "Santa's Beard" – 1:55
13. "You'll Miss Me" – 1:53
14. "They'll Need a Crane" – 2:33
15. "Shoehorn With Teeth" – 1:13
16. "Stand on Your Own Head" – 1:16
17. "Snowball in Hell" – 2:31
18. "Kiss Me, Son of God" – 1:54
19. "Hello Radio" – 0:55
20. "It's Not My Birthday" – 1:52
21. "I'll Sink Manhattan" – 2:32
22. "Nightgown of the Sullen Moon" – 1:59
23. "World's Address" (Joshua Fried Remix) – 5:42
24. "Hey, Mr. DJ, I Thought You Said We Had a Deal" – 3:48
25. "The Lady Is a Tramp" (Rodgers and Hart) – 1:20
26. "Birds Fly" – 1:25
27. "Kitten Intro" – 1:43
28. "Weep Day" – 1:50
29. "The Big Big Whoredom" – 1:39
30. "I'm Getting Sentimental Over You" (Bassman, Washington) – 1:59
31. "Become a Robot" – 1:18
32. "Which Describes How You're Feeling" – 1:24
33. "Swing Is a Word" – 0:53
34. "Dorris Cunningham" – 0:12
35. "Counterfeit Fake" – 0:39
36. "Schoolchildren Singing "Particle Man"" – 2:05

Notas
- Faixas 1-3 e 5-19: They Might Be Giants
- Faixas 1-18: Lincoln
- Faixa 4, o single mix de "Don't Let's Start," do álbum Miscellaneous T
- Faixas 20-27 do disco 1 e faixas 19-26 do disco 2: Miscellaneous T
- Faixas 34 e 35 do disco 1 e faixas 31 e 32 da Demo Tape de 1985
- Faixas 28-33 e 36 do disco 1 e faixas 27-30 e 33-36 do disco 2 nunca foram editadas